# Lesznojei járás

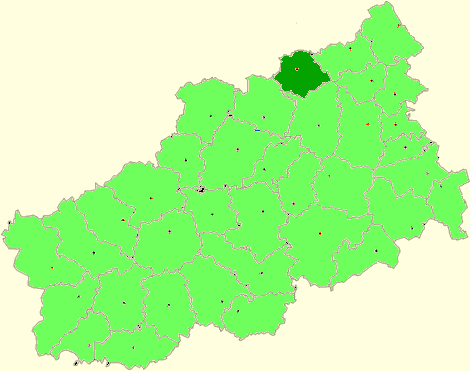
A Lesznojei járás a Tveri területen

A Lesznojei járás (oroszul Лесной район) Oroszország egyik járása a Tveri területen. Székhelye Lesznoje.

## Népesség
- 1989-ben 8 177 lakosa volt.
- 2002-ben 6 833 lakosa volt.
- 2010-ben 5 252 lakosa volt, melyből 4 984 orosz, 47 csecsen, 42 cigány, 30 ukrán, 23 mari, 14 tatár stb.